# Campionats del món de ciclisme en pista júnior
Els Campionats del món de ciclisme en pista júnior són els Campionats del món de ciclisme en pista en categoria júnior (17-18 anys), organitzats per la Unió Ciclista Internacional.
Creats el 1975, es van disputar separadament fins que a partir del 2005, s'organitzen juntament amb els Campionats del món de ciclisme en ruta júnior. A partir de 2010, es van tornar a córrer independentment.

## Edicions
| Any  | País           | Ciutat                   |
| ---- | -------------- | ------------------------ |
| 1975 | Suïssa         | Orbe i Le Chalet-à-Gobet |
| 1976 | Bèlgica        | Lieja                    |
| 1977 | Àustria        | Viena                    |
| 1978 | Estats Units   | Washington DC            |
| 1979 | Argentina      | Buenos Aires             |
| 1980 | Mèxic          | Ciutat de Mèxic          |
| 1981 | RDA            | Grimma                   |
| 1982 | Itàlia         | Marsciano i Deruta       |
| 1983 | Nova Zelanda   | Wanganui                 |
| 1984 | França         | Beuvron                  |
| 1985 | Alemanya       | Stuttgart                |
| 1986 | Marroc         | Casablanca               |
| 1987 | Itàlia         | Bèrgam                   |
| 1988 | Dinamarca      | Odense                   |
| 1989 | Unió Soviètica | Moscou                   |

| Any  | País         | Ciutat               |
| ---- | ------------ | -------------------- |
| 1990 | Regne Unit   | Middlesbrough        |
| 1991 | Estats Units | Colorado Springs     |
| 1992 | Grècia       | Atenes               |
| 1993 | Austràlia    | Perth                |
| 1994 | Equador      | Quito                |
| 1995 | San Marino   | Ciutat de San Marino |
| 1996 | Eslovènia    | Novo Mesto           |
| 1997 | Sud-àfrica   | Ciutat del Cap       |
| 1998 | Cuba         | L'Havana             |
| 1999 | Grècia       | Atenes               |
| 2000 | Itàlia       | Fiorenzuola d'Arda   |
| 2001 | Estats Units | Trexlertown          |
| 2002 | Austràlia    | Melbourne            |
| 2003 | Rússia       | Moscou               |
| 2004 | Estats Units | Los Angeles          |

| Any  | País          | Ciutat         |
| ---- | ------------- | -------------- |
| 2005 | Àustria       | Viena          |
| 2006 | Bèlgica       | Gant           |
| 2007 | Mèxic         | Aguascalientes |
| 2008 | Sud-àfrica    | Ciutat del Cap |
| 2009 | Rússia        | Moscou         |
| 2010 | Itàlia        | Montichiari    |
| 2011 | Rússia        | Moscou         |
| 2012 | Nova Zelanda  | Invercargill   |
| 2013 | Regne Unit    | Glasgow        |
| 2014 | Corea del Sud | Seül           |
| 2015 | Kazakhstan    | Astanà         |
| 2016 | Suïssa        | Aigle          |
| 2017 | Itàlia        | Montichiari    |

## Palmarès masculí

### Velocitat
| Any  | Guanyador           | Segon                 | Tercer              |
| ---- | ------------------- | --------------------- | ------------------- |
| 1975 | Ottavio Dazzan      | Gerhard Scheller      | Ralf-Guido Kuschy   |
| 1976 | Lutz Hesslich       | Ralf-Guido Kuschy     | Mario Pavirani      |
| 1977 | Lutz Hesslich       | Sergei Kopylov        | Detlef Uibel        |
| 1978 | Sergei Kopylov      | Michael Hotzan        | Frank Micke         |
| 1979 | Fredy Schmidtke     | Michel Cortinovis     | Stefaan De Craene   |
| 1980 | Maic Malchow        | Olaf Arndt            | Emzar Gulachvili    |
| 1981 | Olaf Arndt          | Patrizio Rampazzo     | Bruno Bannes        |
| 1982 | Nikolaï Kovch       | Bill Huck             | Maik Krannig        |
| 1983 | Takashi Seiko       | Nikolaï Kovch         | René Gullach        |
| 1984 | Michael Schulze     | Omar Metchedlischvili | Jens Glücklich      |
| 1985 | Oleg Borzunov       | Heiko Rosen           | Kuraok Shintaro     |
| 1986 | Denis Lemyre        | Vladimir Sultanov     | Eyk Pokorny         |
| 1987 | Eyk Pokorny         | Tomas Tschage         | Federico Paris      |
| 1988 | Jens Fiedler        | Gianluca Capitano     | Oleg Lutshishin     |
| 1989 | Gianluca Capitano   | Jaroslav Jerabek      | Eduard Gruner       |
| 1990 | Ainārs Ķiksis       | Pavel Buráň           | Roberto Chiappa     |
| 1991 | Roberto Chiappa     | Pavel Buráň           | Darryn Hill         |
| 1992 | Ivan Quaranta       | Serguei Bokhanisev    | Florian Rousseau    |
| 1993 | Michael Scheurer    | Irek Wlock            | Darren Harry        |
| 1994 | Julio César Herrera | Carlo Bottarelli      | Toshiyuki Ono       |
| 1995 | René Wolff          | Julio César Herrera   | Leonardo Branchi    |
| 1996 | René Wolff          | Arnaud Tournant       | Leonardo Branchi    |
| 1997 | Tim Zuhlke          | Kane Selin            | Andrea Garavelli    |
| 1998 | Mickaël Quemener    | Arnaud Duble          | Jérôme Hubschwerlin |
| 1999 | Jobie Dajka         | Marco Jäger           | Ben Kersten         |
| 2000 | Ryan Bayley         | Łukasz Kwiatkowski    | Andriy Vynokurov    |
| 2001 | Mark French         | Robert Gerhardt       | Mathieu Mandard     |
| 2002 | Mark French         | Michael Seidenbecher  | François Pervis     |
| 2003 | Tsubasa Kitatsuru   | Grégory Baugé         | Sebastian Döhrer    |
| 2004 | Shane Perkins       | Michael Blatchford    | Maximilian Levy     |
| 2005 | Maximilian Levy     | Kévin Sireau          | Benjamin Wittmann   |
| 2006 | Jason Kenny         | Scott Sunderland      | Daniel Ellis        |
| 2007 | Thierry Jollet      | Christian Lyte        | Peter Mitchell      |
| 2008 | Quentin Lafargue    | Charlie Conord        | Thierry Jollet      |
| 2009 | Sam Webster         | Stefan Bötticher      | Cristian Tamayo     |
| 2010 | Matthew Glaetzer    | Stefan Bötticher      | Maddison Hammond    |
| 2011 | John Paul           | Julien Palma          | Max Niederlag       |
| 2012 | Jacob Schmid        | Emerson Harwood       | Zachary Shaw        |
| 2013 | Svajunas Jonauskas  | Jeremy Presbury       | Vladislav Fedin     |
| 2014 | Park Jeone          | Sébastien Vigier      | Braeden Dean        |
| 2015 | Park Jeone          | Jiří Janošek          | Moritz Meissner     |
| 2016 | Bradly Knipe        | Conor Rowley          | Stefan Ritter       |
| 2017 | Rayan Helal         | Dmitrii Nesterov      | James Brister       |

### Persecució
| Any  | Guanyador              | Segon                | Tercer                |
| ---- | ---------------------- | -------------------- | --------------------- |
| 1975 | Robert Dill-Bundi      | José Palma           | Igor Pelipenko        |
| 1976 | Robert Dill-Bundi      | Gerald Mortag        | Mike Richards         |
| 1977 | Hans-Joachim Pohl      | Thomas Schnelle      | Viatcheslav Soumarkov |
| 1978 | Axel Grosser           | Víktor Manakov       | Thomas Schnelle       |
| 1979 | Gadis Lapinch          | Greg LeMond          | Philippe Chevallier   |
| 1980 | Dainis Liepinsch       | Mario Kummer         | Uwe Tromer            |
| 1981 | Reinhard Alber         | Marat Ganéiev        | Martin Palis          |
| 1982 | Carsten Wolf           | Marat Ganéiev        | Reinhard Alber        |
| 1983 | Dean Woods             | Mikhail Svechnikov   | Roy Knickman          |
| 1984 | Dean Woods             | Viatcheslav Ekimov   | Mikhail Svechnikov    |
| 1985 | Artūras Kasputis       | Robert Waller        | Gary Anderson         |
| 1986 | Sergeï Vodopianov      | Gianluca Bortolami   | David Solari          |
| 1987 | Evgueny Anachkine      | Marcel Beumer        | Michael Rich          |
| 1988 | Dmitri Nelyubin        | Evgueny Anachkine    | Nathan Page           |
| 1989 | Dmitri Nelyubin        | Vasyl Yakovlev       | Servais Knaven        |
| 1990 | Vasyl Yakovlev         | Tim O'Shannessey     | Konstantin Gorbatchev |
| 1991 | Roman Saprykhine       | Anthon Vermaerke     | George Hincapie       |
| 1992 | Roman Saprykhine       | Alexander Simonenko  | Bogdan Bondariew      |
| 1993 | Bradley McGee          | Cristian Bianchini   | Thorsten Rund         |
| 1994 | Bradley McGee          | Thorsten Rund        | Luke Roberts          |
| 1995 | Luke Roberts           | Matthew Meaney       | Daniel Becke          |
| 1996 | Matthew Meaney         | Daniel Becke         | Timothy Lyons         |
| 1997 | Marco Hesselschwerdt   | Michael Rogers       | Christian Bach        |
| 1998 | Bradley Wiggins        | Daniel Palicki       | Thue Houlberg Hansen  |
| 1999 | Andrew Mason           | Nicholas Graham      | Daniel Schlegel       |
| 2000 | Volodymyr Dyudya       | Tomas Vaitkus        | Alexander Serov       |
| 2001 | Christoph Meschenmoser | Volodymyr Dyudya     | Sven Krauss           |
| 2002 | Mark Jamieson          | Mikhail Ignatiev     | Serguei Ulakov        |
| 2003 | Alexander Khatuntsev   | Michael Ford         | Chris Pascoe          |
| 2004 | Michael Ford           | Sascha Damrow        | Patrick Gretsch       |
| 2005 | Andrew Tennant         | Sam Bewley           | Ivan Rovni            |
| 2006 | Cameron Meyer          | Westley Gough        | Jesse Sergent         |
| 2007 | Travis Meyer           | Ievgueni Kovaliov    | Leigh Howard          |
| 2008 | Taylor Phinney         | Rohan Dennis         | Jason Christie        |
| 2009 | Michael Hepburn        | Konstantin Kuperasov | Ivan Savitskiy        |
| 2010 | Lasse Norman Hansen    | Dale Parker          | Víktor Manakov        |
| 2011 | Sanghoon Park          | Moritz Schaffner     | Jackson Law           |
| 2012 | Tom Bohli              | Dylan Kennett        | Alexander Morgan      |
| 2013 | Zachary Shaw           | Callum Scotson       | Pavel Chursin         |
| 2014 | Ivo Oliveira           | Regan Gough          | Daniel Fitter         |
| 2015 | Leo Appelt             | Daniel Staniszewski  | Kelland O'Brien       |
| 2016 | Stefan Bissegger       | Rasmus Pedersen      | Bastian Flicke        |
| 2017 | Johan Price-Pejtersen  | Xeno Young           | Lev Gonov             |

### Persecució per equips
| Any  | Guanyador                                                                                         | Segon | Tercer                                                                                              |
| ---- | ------------------------------------------------------------------------------------------------- | --- | --------------------------------------------------------------------------------------------------- |
| 1975 | Unió Soviètica · Igor Pelipenko · Sergei Blocin · Viatcheslav Kouchtin · Evgeni Jelisarov         | RDA · Martin Hertel · Jürgen Lippold · Hans-Joachim Meisch · Gerald Mortag                                | Itàlia · Nazareno Berto · Cesare Cipollini · Giuseppe Frosi · Dante Morandi                         |
| 1976 | RDA · Gerald Mortag · Detlef Macha · Jürgen Lippold · Olaf Hill                                   | Itàlia · Silvestro Milani · Roberto Bonanzi · Dante Morandi · Domenico Pellegrino                         | Unió Soviètica · Nikolaï Makarov · Nikolai Seduro · Peter Tchevardov · Valeri Uraev                 |
| 1977 | RDA · Thomas Schnelle · Hans-Joachim Pohl · Robby Gerlach · Jürgen Kummer                         | RFA · Christian Goldschagg · Ralf Wicke · Markus Intra · Bodo Zehner                                      | Unió Soviètica · Vlatcheslav Soumarokov · Alexandre Krasnov · Alexandre Moustavine · Víktor Manakov |
| 1978 | Unió Soviètica · Alexandre Krasnov · Nikolai Kuznetsov · Víktor Manakov · Ivan Mitchenko          | RFA · Frank Enger · Markus Intra · Michael Maue · Peter Stalla                                            | RDA · Bernd Dittert · Michael Koller · Axel Grosser · Thomas Schnelle                               |
| 1979 | Unió Soviètica · Gadis Liepinsch · Dainis Liepinsch · Vladimir Baluk · Yuri Petrov                | França · Daniel Pandèle · Philippe Chevallier · Jean-François Dury · François Jurain                      | RFA · Fredy Schmidtke · Andreas Suckert · Günther Kobek · Gerhard Strittmatter                      |
| 1980 | Unió Soviètica · Andris Lotsmelis · Dainis Liepinsch · Martin Palis · Sergei Agupov               | RDA · Mario Kummer · Frank Kuhn · Uwe Tromer · Gerald Buder                                               | Regne Unit · Pierce Hewitt · Gary Sadler · Darryl Webster · Anthony Mayer                           |
| 1981 | Unió Soviètica · Dainis Grantinch · Martin Palis · Marat Ganéiev · Yuri Kasakov                   | RDA · Frank Siggelkowe · Carsten Wolf · Steven Planitzer · Thomas Raddatz                                 | França · Pascal Carrara · Bruno Wojtinek · Christian Noiret · Dominique Lecrocq                     |
| 1982 | Unió Soviètica · Vladimir Diatchenko · Vassili Schpoundov · Armand Freymanis · Valeri Grinskovski | RDA · Carsten Wolf · Thomas Raddatz · Siegurt Müller · Eike Backhaus                                      | Dinamarca · Lars Otto Olsen · Peter Clausen · Jørgen Falkbøll · Kenneth Røpke                       |
| 1983 | Dinamarca · Kenneth Røpke · Mark Kubach · Lars Otto Olsen · Klaus Kynde Nielsen                   | Estats Units · Tim Hinz · Craig Alan Schommer · Roy Knickman · Kit Kyle                                   | Itàlia · Walter Zini · Gianni Bortolazzo · Stefano Boschini · Orlando Gordini                       |
| 1984 | Unió Soviètica · Viatcheslav Ekimov · Evgeni Murin · Mikhail Svechnikov · Dimitri Denkov          | RDA · Frank Egner · Volker Kirn · Michael Kotter · Siegurt Müller                                         | Dinamarca · Klaus Kynde Nielsen · Johnny Franck · Kenneth Lyngholm · Torben Steen Jakobsen          |
| 1985 | RDA · Thomas Liese · Steffen Blochwitz · Uwe Preissler · Michaël Bock                             | Itàlia · Fabio Ragazzi · Fabio Ragazzi · Angelo Denti · Fabio Baldato                                     | Unió Soviètica · Aleksandr Klaus · Artūras Kasputis · Aleksandr Tolkatchev · Anatoly Veselov        |
| 1986 | Unió Soviètica · Sergeï Vodopianov · Remigius Lupeikis · Aida Klimavitschus · Dragos Tschivinski  | RDA · Dirk Vogel · Jorg Pawelczyk · Andreas Bach · Thomas Liese                                           | Itàlia · Gianluca Bortolami · David Solari · Fabio Baldato · Endrio Leoni                           |
| 1987 | Unió Soviètica · Vadim Kravchenko · Mikhail Orlov · Dimitri Zhdanov · Valeri Baturo               | Itàlia · Giovanni Lombardi · Gianluca Gorini · Andrea Collinelli · Ivan Beltrami                          | RDA · Guido Fulst · Jorg Pawelczyk · Frank Demel · Jurgen Weber                                     |
| 1988 | Unió Soviètica · Dmitri Nelyubin · Alexander Gontchenkov · Valeri Baturo · Evgueny Anachkine      | Austràlia · Darren Winter · Nathan Page · Mark Kingsland · David Bink                                     | RDA · Guido Fulst · Jürgen Werner · Ingo Claus · Matthias Friedel                                   |
| 1989 | Unió Soviètica · Dmitri Nelyubin · Oleg Klevtsov · Sergeï Beloskalenko · Oleg Pletnikov           | Austràlia · Simon Lalder · Brett Aitken · David Bink · Nathan Page                                        | RDA · Jan Küchnert · Andreas Neumann · Jan Norden · Heiko Rüchel                                    |
| 1990 | Unió Soviètica · Alexandre Erochenko · Oleg Bakhmetiev · Vladimir Krivonose · Serguei Golovko     | RDA · Mark Kreuscher · Oliver Carl · Sven Landwehrkamp · Olaf Pollack                                     | Austràlia · Stuart O'Grady · Damian McDonald · Matthew Gilmore · Tim O'Shannessey                   |
| 1991 | Unió Soviètica · Nikolai Kuznetsov · Roman Saprykhine · Alexander Ivankin · Anton Chantyr         | Alemanya · Jörg Wohllaub · Danilo Hondo · Olaf Pollack · Sascha Henrix                                    | Austràlia · Stuart O'Grady · Rodney McGee · Henk Vogels · Leigh Bryan                               |
| 1992 | Unió Soviètica · Roman Saprykhine · Anton Chantyr · Igor Soloviev · Alexei Bjakov                 | Alemanya · Marc Obermann · Rüdiger Knispel · Markus Köcknitz · Danilo Hondo                               | Austràlia · Matthew White · Bernard Panton · Rodney McGee · Nathan O'Neill                          |
| 1993 | Alemanya · Ronny Lauke · Dirk Ronellenfitsch · Thorsten Rund · Holger Roth                        | Txecoslovàquia · Ondřej Sosenka · Jozef Zabka · Jakub Sara · Pavel Boudny                                 | Nova Zelanda · Eamonn Gilbert · Lee Maxwell Vertongen · Julian Dean · Brent Johnson                 |
| 1994 | Austràlia · Bradley McGee · Ian Christison · Grigg Homan · Luke Roberts                           | Alemanya · Heiko Szonn · Ronny Lauke · Lutz Birkenkamp · Michael Werner                                   | Itàlia · Maurizio Semprini · Massimo Ferraretto · Alessandro Rota · Vicenzo Monterosso              |
| 1995 | Austràlia · Ian Christison · Timothy Lyons · Matthew Meaney · Luke Roberts                        | Alemanya · Stephan Schreck · Torsten Nitsche · Klaus Mutschler · Daniel Becke                             | Txèquia · Martin Bláha · Petr Klasa · Patrik Pech · Josef Doutnac                                   |
| 1996 | Austràlia · Timothy Lyons · Matthew Sparnon · Luke Kuss · Matthew Meaney                          | Alemanya · Stephan Schreck · Sebastian Siedler · Daniel Becke · Robert Kaiser                             | Itàlia · Cristian Pepoli · Moreno Pizzocri · Alex Dal Cortile · Matteo Cacco                        |
| 1997 | Austràlia · Graeme Brown · Scott Davis · Brett Lancaster · Michael Rogers                         | Alemanya · Robert Kaiser · Marco Hesselschwerdt · Eric Baumann · Christian Bach                           | Itàlia · Manuel Quinziato · Ivan Ravaioli · Luca Barazzutti · Francesco Colavito                    |
| 1998 | Alemanya · Daniel Palicki · Marc Altmann · Daniel Schlegel · Mark Schneider                       | Itàlia · Filippo Pozzato · Angelo Ciccone · Paolo Menaspa · Giordano Colombini                            | Txèquia · Libor Hlavac · Josef Kankovsky · Stanislav Kozubek · Michael Moureceki                    |
| 1999 | Austràlia · Andrew Mason · Peter Dawson · Kieran Cameron · Nicholas Graham                        | Alemanya · Marc Altmann · Markus Fothen · Daniel Schlegel · Christian Müller                              | Itàlia · Maurizio Biondo · Filippo Pozzato · Fabio Lovato · Luca Capuzzo                            |
| 2000 | Lituània · Tomas Vaitkus · Simas Raguockas · Vytautas Kaupas · Sergejus Apionkinas                | França · William Bonnet · Romain Genter · Nicolas Rousseau · Grégory Bernard                              | Rússia · Nikita Eskov · Pàvel Brut · Alexander Serov · Almaz Baigoujine                             |
| 2001 | França · Aurélien Mingot · Sébastien Gréau · Kevin Gouellain · Fabien Sanchez                     | Alemanya · Christoph Meschenmoser · Karl-Christian König · Henning Bommel · Robert Bengsch                | Rússia · Aleksei Schmidt · Ilya Krestianinov · Roman Paramonov · Alexei Tchounossov                 |
| 2002 | Rússia · Ilya Krestianinov · Alexander Khatuntsev · Serguei Ulakov · Mikhail Ignatiev             | Austràlia · Mark Jamieson · Sean Finning · Nicholas Sanderson · Christopher Sutton                        | Txèquia · Petr Lechner · Richard Ondryas · David Studnicka · Lubor Kosicka                          |
| 2003 | Rússia · Mikhail Ignatiev · Nikolai Trussov · Anton Mindlin · Kirill Demura                       | Alemanya · Frank Schulz · Stefan Schäfer · Sascha Damrow · Christian Kux                                  | Austràlia · Michael Ford · Chris Pascoe · Sean Finning · Andrew Wyper                               |
| 2004 | Austràlia · Miles Olman · Michael Ford · Matthew Goss · Simon Clarke                              | Alemanya · Matthias Hahn · Stefan Schäfer · Patrick Gretsch · Sascha Damrow                               | Rússia · Andrei Kliúiev · Sergey Kolesnikov · Ivan Kovaliov · Alexei Bayer                          |
| 2005 | Nova Zelanda · Sam Bewley · Darren Shea · Westley Gough · Jesse Sergent                           | Regne Unit · Ross Sander · Andrew Tennant · Steven Burke · Ian Stannard                                   | Austràlia · Zakkari Dempster · Cameron Meyer · Mitchell Pearson · Matthew Pettit                    |
| 2006 | Austràlia · Cameron Meyer · Travis Meyer · Jack Bobridge · Leigh Howard                           | Nova Zelanda · Jesse Sergent · Shem Rodger · Westley Gough · Shane Archbold                               | Regne Unit · Jonathan Bellis · Steven Burke · Alex Dowsett · Peter Kennaugh                         |
| 2007 | Austràlia · Leigh Howard · Travis Meyer · Jack Bobridge · Glenn O'Shea                            | Rússia · Ievgueni Kovaliov · Kirill Baranov · Nikita Novikov · Alexander Petrovskiy                       | Itàlia · Giacomo Nizzolo · Paolo Locatelli · Elia Viviani · Luca Pirini                             |
| 2008 | Austràlia · Luke Davison · Rohan Dennis · Luke Durbridge · Thomas Palmer                          | Rússia · Konstantin Kuperasov · Artur Ierxov · Viktor Shmalko · Matvey Zubov                              | Nova Zelanda · Jason Christie · Ruaraidh McLeod · Aaron Gate · Michael Vink                         |
| 2009 | Rússia · Konstantin Kuperasov · Víktor Manakov · Ivan Savitskiy · Matvey Zubov                    | Austràlia · Michael Hepburn · Luke Durbridge · Peter Loft · Dale Parker                                   | Alemanya · Nikias Arndt · Lucas Liss · Christopher Muche · Kersten Thiele                           |
| 2010 | Austràlia · Jackson Law · Edward Bissaker · Jordan Kerby · Mitchell Lovelock-Fay                  | Regne Unit · Samuel Harrison · Owain Doull · Daniel McLay · Simon Yates                                   | Alemanya · Lucas Liss · Maximilian Beyer · Christopher Muche · Kersten Thiele                       |
| 2011 | Austràlia · Jack Cummings · Alexander Edmondson · Jackson Law · Alexander Morgan                  | Rússia · Roman Ivlev · Alexey Ryabkin · Andrey Sazanov · Evgeny Zateshilov                                | Nova Zelanda · Scott Creighton · Alex Frame · Fraser Gough · Dylan Kennett                          |
| 2012 | Austràlia · Jack Cummings · Evan Hull · Alexander Morgan · Miles Scotson                          | Nova Zelanda · Liam Aitcheson · Dylan Kennett · Hayden McCormick · Hamish Schreurs                        | Rússia · Alexey Kurbatov · Andrey Sazanov · Dmitry Strakhov · Aydar Zakarin                         |
| 2013 | Austràlia · Jack Edwards · Joshua Harrison · Callum Scotson · Sam Welsford                        | Nova Zelanda · Liam Aitcheson · Regan Gough · Joshua Haggerty · Connor Stead                              | Rússia · Timur Gizzatullin · Sergey Mosin · Andrey Prostokshin · Dmitry Strakhov                    |
| 2014 | Austràlia · Alexander Porter · Daniel Fitter · Callum Scotson · Sam Welsford                      | Colòmbia · Jaime Restrepo · Wilmar Andrés Paredes · Julián Cardona · Javier Ignacio Montoya               | Nova Zelanda · Regan Gough · Nick Kergozou · Luke Mudgway · Jack Ford                               |
| 2015 | Austràlia · Rohan Wight · Alex Rendell · Kelland O'Brien · James Robinson                         | Suïssa · Reto Müller · Stefan Bisegger · Robin Froidevaux · Gino Mader                                    | Rússia · Sergey Rostovtsev · Dmitriy Markov · Maksim Piskunov · Maksim Sukhov                       |
| 2016 | Nova Zelanda · Campbell Stewart · Jared Gray · Thomas Sexton · Connor Brown                       | Dinamarca · Rasmus Pedersen · Mathias Larsen · Julius Johansen · Kristian Eriksen                         | Regne Unit · Matt Walls · Reece Wood · Ethan Hayter · Rhys Britton                                  |
| 2017 | Rússia · Lev Gonov · Gleb Syritsa · Ivan Smirnov · Dmitry Mukhomediarov                           | Dinamarca · Johan Price-Pejtersen · Mathias Alexander Larsen · Julius Johansen · Oliver Wulff Frederiksen | Nova Zelanda · Joshua Scott · Corbin Strong · Aaron Wyllie · Harry Waine                            |

### Puntuació
| Any  | Guanyador            | Segon               | Tercer                   |
| ---- | -------------------- | ------------------- | ------------------------ |
| 1975 | Henry Rinklin        | Miograd Marinkovic  | Eddy Torfs               |
| 1976 | Rüdiger Leitlof      | Jens Schrøder       | Paolo Torresan           |
| 1977 | Miroslav Junec       | Rüdiger Leitlof     | Allan Peiper             |
| 1978 | Kenny De Maerteleire | Allan Peiper        | Michael Marx             |
| 1979 | Teun van Vliet       | Nikolai Trudov      | Jean-François Chaurin    |
| 1980 | Uwe Messerschmidt    | Matthias Lange      | José Youshimatz          |
| 1981 | Fabio Lana           | Matthias Lange      | Kenneth Bering           |
| 1982 | Mauro Ribeiro        | Philippe Grivel     | Keun Heng Cho            |
| 1983 | Andreas Kappes       | Dean Woods          | Robert Muzio             |
| 1984 | Viatcheslav Ekimov   | Johan Devos         | Piercarlo Lucchini       |
| 1985 | Robert Waller        | Peter Naessens      | Louis de Koning          |
| 1986 | Stefan Steinweg      | Ronny Nielsen       | Roxan Vandervelde        |
| 1987 | Marcel Beumer        | Stefan Steinweg     | Evgueny Anachkine        |
| 1988 | Andreas Beikirch     | Claudio Camin       | Dobrin Vasilev           |
| 1989 | Patrick Vetsch       | Mojmir Andrys       | Brett Aitken             |
| 1990 | Alexander Zaitsev    | Léon van Bon        | Holger Schardt           |
| 1991 | Alexander Ivankin    | Danilo Hondo        | Markus Zberg             |
| 1992 | Bernard Panton       | Alexander Simonenko | Mirko Mariani            |
| 1993 | Thorsten Rund        | Mauro Trentini      | Bradley McGee            |
| 1994 | Marlon Pérez         | Tim De Peuter       | Ronny Lauke              |
| 1995 | Cristian Leoni       | René Saenz          | Torsten Nitsche          |
| 1996 | Vladislav Borisov    | Matthew Meaney      | Óscar Carmona            |
| 1997 | Michael Rogers       | Libor Hlavac        | Morten Voss Christiansen |
| 1998 | Sergueï Klimov       | Jens Mouris         | Emmanuel Bertoldi        |
| 1999 | Viktor Rapinski      | Devid Garbelli      | Tomas Vaitkus            |
| 2000 | Davide Tortella      | Peter Dawson        | Yevgeniy Yakovlev        |
| 2001 | Nikita Eskov         | Jos Pronk           | Aaron Kemps              |
| 2002 | Mikhail Ignatiev     | Vitaliy Kondrut     | Gideon De Jong           |
| 2003 | Miles Olman          | Mickaël Delage      | Dmytro Grabovskyy        |
| 2004 | Marcel Barth         | Miles Olman         | Jérémy Besson            |
| 2005 | Egidijus Jursys      | Michel Kreder       | Roman Maximov            |
| 2006 | Oleksandr Martynenko | Jonathan Bellis     | Travis Meyer             |
| 2007 | Nikita Novikov       | Bouke Kuiper        | Jason Christie           |
| 2008 | Tosh Van der Sande   | Cristóbal Olavarria | Luke Durbridge           |
| 2009 | Sebastian Lander     | Yu Motusana         | Matvey Zubov             |
| 2010 | Jordan Kerby         | Stéphane Lemoine    | Kiril Svéixnikov         |
| 2011 | Domenic Weinstein    | Mher Mkrtchyan      | Alex Frame               |
| 2012 | Chun Wing Leung      | Aydar Zakarin       | Cristian Cornejo         |
| 2013 | Benjamin Thomas      | Liam Aitcheson      | Ivo Oliveira             |
| 2014 | Regan Gough          | Nikolai Ilichev     | Edgar Stepanyan          |
| 2015 | Shunsuke Imamura     | Edgar Stepanyan     | Gerben Thijssen          |
| 2016 | Szymon Krawczyk      | Matt Walls          | Li Wen Chao              |
| 2017 | Oleg Kanaka          | Ivan Gerasimov      | JB Murphy                |

### Quilòmetre Contrarellotge
| Any  | Guanyador           | Segon                   | Tercer                   |
| ---- | ------------------- | ----------------------- | ------------------------ |
| 1977 | Rainer Hönisch      | Miroslav Junec          | Heinz Isler              |
| 1978 | Frank Micke         | Sergeï Kopylov          | Heinz Isler              |
| 1979 | Fredy Schmidtke     | Gadis Lapinch           | Michel Cortinovis        |
| 1980 | Maic Malchow        | Andris Lotsmelis        | Rob Werner               |
| 1981 | Marcelo Alexandre   | Dirk Streicher          | Stefano Baudino          |
| 1982 | Andreas Ganske      | Alberto Salvini         | Merabe Sourmava          |
| 1983 | Alan Miller         | Kenneth Røpke           | Christian Huber          |
| 1984 | Jens Glücklich      | Craig Alan Schommer     | Frank Egner              |
| 1985 | Silvio Boarin       | Robert Lechner          | Johnny Franck            |
| 1986 | Vladimir Sultanov   | Marek Skorski           | Bernardo González Miñano |
| 1987 | Ronny Kirchhoff     | Jury Emilianov          | Bernardo González Miñano |
| 1988 | Kai Melcher         | Kiril Valtchev Georgiev | Sergeï Bagmat            |
| 1989 | Konstantin Smurygin | Tom Steels              | Kai Melcher              |
| 1990 | Alexandr Khromikh   | Maciej Sztykiel         | Shane Kelly              |
| 1991 | Laurent Accart      | Simon Kersten           | Aldo Capelli             |
| 1992 | Florian Rousseau    | Darryn Hill             | Michael Scheurer         |
| 1993 | Michael Scheurer    | Alberto Benito Guerrero | Sébastien Morelon        |
| 1994 | Jan van Eijden      | Tony Homan              | Diego Ortega             |
| 1995 | Joshua Kersten      | Andreas Thelen          | Luca Cortelazzi          |
| 1996 | Damien Gerard       | Crescenzo D'Amore       | Nathan Clarke            |
| 1997 | Jeffrey Hopkins     | Tim Zuhlke              | Alberto Loddo            |
| 1998 | Ben Kersten         | Yosvany Pol             | Jérôme Hubschwerlin      |
| 1999 | Ben Kersten         | Marco Brossa            | Jobie Dajka              |
| 2000 | Mark Renshaw        | Andriy Vynokurov        | Nikolo Marelli           |
| 2001 | Theo Bos            | Mathieu Mandard         | Christian Stahl          |
| 2002 | Wade Cosrove        | François Pervis         | Ahmed López              |
| 2003 | Filip Ditzel        | Didier Henriette        | Dominik Harzheim         |
| 2004 | Maximilian Levy     | Don Jin Kan             | David-Alexandre Cabrol   |
| 2005 | Maximilian Levy     | Kévin Sireau            | Scott Sunderland         |
| 2006 | Scott Sunderland    | Christian Lyte          | David Daniell            |
| 2007 | Thomas Palmer       | Edward Dawkins          | Daniel Rackwitz          |
| 2008 | Quentin Lafargue    | Thomas Palmer           | Scott Law                |
| 2009 | Nikolay Zhurkin     | Loris Paoli             | Krzysztof Maksel         |
| 2010 | Bernard Esterhuizen | Julien Palma            | Maddison Hammond         |
| 2011 | Jaron Gardiner      | Benjamin Edelin         | Matthew Baranoski        |
| 2012 | Zachary Shaw        | Dylan Kennett           | Jakub Vyvoda             |
| 2013 | Maximilian Dornbach | Aleksandr Dubchenko     | Zachary Shaw             |
| 2014 | Jiří Janošek        | Alexey Nosov            | Muhammad Modh Zonis      |
| 2015 | Jiří Janošek        | Aleksandr Vasyukhno     | Cameron Scott            |
| 2016 | Stefan Ritter       | Bradly Knipe            | Na Junggyu               |
| 2017 | Pavel Perschuk      | Carl Hinze              | Jackson Ogle             |

### Velocitat per equips
| Any  | Guanyador                                                                  | Segon                                                             | Tercer                                                               |
| ---- | -------------------------------------------------------------------------- | ----------------------------------------------------------------- | -------------------------------------------------------------------- |
| 1998 | França · Mickaël Quemener · Thomas Montano · Arnaud Dublé                  | Austràlia · Jobie Dajka · Joshua Rogash · Ben Kersten             | Itàlia · Marco Brossa · Marco Garzotto · Mattia Vecchi               |
| 1999 | Austràlia · Jobie Dajka · Mark Renshaw · Ben Kersten                       | Itàlia · Marco Brossa · Nikolo Marelli · Michele Benetti          | Alemanya · Marco Jäger · Peter Clemen · David Rohler                 |
| 2000 | Austràlia · Ryan Bayley · Jason Niblett · Mark Renshaw                     | Rússia · Sergey Borisov · Denis Terenen · Nikolai Dmítriev        | Itàlia · Nikolo Marelli · Giovanni Carini · Mattia Trevisan          |
| 2001 | Austràlia · Mark French · Kial Stewart · Jason Niblett                     | França · Mathieu Mandard · François Pervis · Mickaël Murat        | Alemanya · Robert Gerhardt · Michael Seidenbecher · Sascha Hartelt   |
| 2002 | França · Mickaël Murat · Grégory Baugé · François Pervis                   | Alemanya · Michael Spiess · Michael Seidenbecher · Dominik Krones | Txèquia · Filip Ditzel · Jaroslav Flendr · Daniel Lebl               |
| 2003 | Alemanya · Sebastian Döhrer · Dominik Harzheim · Daniel Giese              | Rússia · Anton Rudoy · Denís Dmítriev · Stoyan Vasev              | Polònia · Pawel Kosciecha · Kamil Kuczynski · Michal Tokarz          |
| 2004 | Alemanya · Benjamin Wittmann · Robert Förstemann · Maximilian Levy         | Japó · Yu Onishi · Kazumichi Sugata · Atsushi Shibasaki           | Austràlia · Shane Perkins · Daniel Thorsen · Corey Heath             |
| 2005 | Alemanya · Maximilian Levy · Benjamin Wittmann · René Enders               | França · Kévin Sireau · Alexandre Volant · Michaël D'Almeida      | Austràlia · Daniel Ellis · Jeremy Hogg · Scott Sunderland            |
| 2006 | Regne Unit · Jason Kenny · Christian Lyte · David Daniell                  | Austràlia · Byron Davis · Scott Sunderland · Daniel Ellis         | Grècia · Chrístos Volikákis · Zafeiris Volikákis · Alexandros Floros |
| 2007 | Regne Unit · Peter Mitchell · Christian Lyte · David Daniell               | França · Charlie Conord · Thierry Jollet · Quentin Lafargue       | Austràlia · Byron Davis · Jason Holloway · Thomas Palmer             |
| 2008 | França · Quentin Lafargue · Thierry Jollet · Charlie Conord                | Austràlia · Scott Law · Peter Lewis · Ben Sanders                 | Polònia · Grzegorz Drejgier · Karol Kasprzyk · Rafal Sarneckt        |
| 2009 | Nova Zelanda · Cameron Karwowski · Ethan Mitchell · Sam Webster            | Alemanya · Eric Engler · Erik Balzer · Stefan Bötticher           | Polònia · Paweł Laskowski · Kacper Lesniak · Krzysztof Maksel        |
| 2010 | França · Kévin Guillot · Benjamin Edelin · Julien Palma                    | Austràlia · Matthew Glaetzer · Jamie Green · Maddison Hammond     | Alemanya · Stefan Bötticher · Philip Hindes · Robert Kanter          |
| 2011 | Alemanya · Pascal Ackermann · Benjamin König · Max Niederlag               | França · Benjamin Edelin · Anthony Jacques · Julien Palma         | Rússia · Viktor Nenastin · Aleksander Sharapov · Nikita Shurshin     |
| 2012 | Rússia · Alexander Dubchenko · Vladislav Fedin · Alexander Sharapov        | Austràlia · Emerson Harwood · Jacob Schmid · Zachary Shaw         | Mèxic · Emmanuel Mejia · Oliver Valenzuela · Edgar Verdugo           |
| 2013 | Austràlia · Jai Angsuthasawit · Patrick Constable · Alexander Radzikiewicz | Rússia · Sergey Gorlov · Aleksandr Dubchenko · Vladislav Fedin    | Alemanya · Maximilian Dornbach · Jan May · Patryk Rahn               |
| 2014 | Rússia · Sergey Gorlov · Alexey Nosov · Sergey Tabolin                     | Corea del Sud · Jung Jeahee · Seok Hyeyun · Son Seongjin          | Polònia · Marcin Czyszcewski · Michal Lewandowski · Patryk Rajkowski |
| 2015 | Rússia · Sergey Isaev · Alexey Nosov · Aleksandr Vasyukhno                 | Austràlia · Cameron Scott · Conor Rowley · Derek Radzikiewicz     | Polònia · Marcin Czyszcewski · Michal Lewandowski · Mateusz Milek    |
| 2016 | Rússia · Mikhail Dmitriev · Pavel Rostov · Dmitry Nesterov                 | Austràlia · Cameron Scott · Conor Rowley · Harrison Lodge         | Alemanya · Nik Schröter · Carl Hinze · Felix Zschocke                |
| 2017 | Rússia · Daniil Komkov · Dmitrii Nesterov · Pavel Rostov                   | Alemanya · Timo Bichler · Elias Edbauer · Carl Hinze              | Regne Unit · Alistair Fielding · Hamish Turnbull · Lewis Stewart     |

### Scratch
| Any  | Guanyador             | Segon                   | Tercer                        |
| ---- | --------------------- | ----------------------- | ----------------------------- |
| 2002 | Wim Stroetinga        | Sebastian Frey          | Alex Rasmussen                |
| 2003 | Sébastien Desplanques | Kamil Kuczynski         | Daniel Thorsen                |
| 2004 | Geraint Thomas        | Luis Mancilla           | Alexandr Pliuschin            |
| 2005 | Philipp Klein         | Oleksandr Polivoda      | Loïc Perizzolo                |
| 2006 | Peter Kennaugh        | Morgan Lamoisson        | Vasileios Galanis             |
| 2007 | Travis Meyer          | Piotr Kasperkiewicz     | Ángel Pulgar                  |
| 2008 | Michael Vingerling    | Carlos Linares Zambrano | Alexander Caselles            |
| 2009 | Dario Sonda           | Matias Greve            | Mohammed Adiq Husainie Othman |
| 2010 | Pavel Karpenkov       | Bryan Coquard           | Didier Caspers                |
| 2011 | Frantisek Sisr        | Mher Mkrtchyan          | Ioánnis Spanópoulos           |
| 2012 | Anton Muzychkin       | Jordan Parra            | Robert Gaineyev               |
| 2013 | Manuel Porzner        | Joshua Haggerty         | Cristian Cornejo              |
| 2014 | Sergey Rostovtsev     | Mathias Albrechtsen     | Rui Oliveira                  |
| 2015 | Campbell Stewart      | Yuttana Mano            | Denis Nekrasov                |
| 2016 | Batsaikhan Teshbayar  | Daniel Babor            | Moreno Marchetti              |
| 2017 | Daniel Babor          | Filip Prokopyszyn       | Iván Gabriel Ruiz             |

### Keirin
| Any  | Guanyador          | Segon            | Tercer              |
| ---- | ------------------ | ---------------- | ------------------- |
| 2002 | Mark French        | Andy Lakatosh    | Alexey Hamachev     |
| 2003 | Tsubasa Kitatsuru  | Daniel Thorsen   | Mikhail Shikhalev   |
| 2004 | Shane Perkins      | Daniel Thorsen   | Francesco Kanda     |
| 2005 | Christos Volikakis | Rafal Poper      | René Enders         |
| 2006 | Jason Kenny        | Ghislain Boiron  | Nicolas Bourin      |
| 2007 | Christian Lyte     | David Daniell    | Matteo Pelucchi     |
| 2008 | Charlie Conord     | Sotirios Bretas  | Paul Fellows        |
| 2009 | Sam Webster        | Rino Gasparrini  | Alexander Reinelt   |
| 2010 | Matthew Glaetzer   | Mauricio Quiroga | Matthew Baranoski   |
| 2011 | Julien Palma       | Nikita Shurshin  | Edgar Verdugo       |
| 2012 | Jacob Schmid       | Emerson Harwood  | Alexander Dubchenko |
| 2013 | Sergey Gorlov      | Jaroslav Snasel  | Aleksandr Dubchenko |
| 2014 | Sergey Gorlov      | Benjamin Gil     | Patryk Rajkowski    |
| 2015 | Derek Radzikiewicz | Jiří Janošek     | Moritz Meissner     |
| 2016 | Conor Rowley       | Martin Cechman   | David Orgambide     |
| 2017 | Pavel Perschuk     | Daniel Rochna    | James Brister       |

### Madison
| Any  | Guanyador                                              | Segon                                            | Tercer                                               |
| ---- | ------------------------------------------------------ | ------------------------------------------------ | ---------------------------------------------------- |
| 2002 | França · Tom Thiblier · Matthieu Ladagnous             | Austràlia · Jonathan Clarke · Christopher Sutton | Alemanya · Florian Piper · Sebastian Frey            |
| 2003 | Rússia · Mikhail Ignatiev · Nikolai Trussov            | Alemanya · Marcel Barth · Leonardo Pappalardo    | Països Baixos · Niels Pieters · Wim Stroetinga       |
| 2004 | Austràlia · Miles Olman · Matthew Goss                 | Bèlgica · Tim Mertens · Tim Roels                | França · Jérémy Besson · Tuanua Zahn                 |
| 2005 | Rússia · Alexey Shiryaev · Andrei Kliúiev              | Alemanya · Marcel Kalz · Norman Dimde            | Austràlia · Cameron Meyer · Mitchell Pearson         |
| 2006 | Austràlia · Cameron Meyer · Travis Meyer               | Països Baixos · Pim Ligthart · Jeff Vermeulen    | Itàlia · Fabrizio Braggion · Elia Viviani            |
| 2007 | Rússia · Alexander Petrovskiy · Ievgueni Kovaliov      | Austràlia · Leigh Howard · Glenn O'Shea          | Colòmbia · Edwin Ávila · Jaime Ramírez               |
| 2008 | Austràlia · Thomas Palmer · Luke Davison               | Bèlgica · Tosh Van der Sande · Gijs Van Hoecke   | Suïssa · Silvan Dillier · Claudio Imhof              |
| 2009 | Austràlia · Alex Carver · Luke Durbridge               | Bèlgica · Jochen Deweer · Gijs Van Hoecke        | Dinamarca · Christian Kreutzfeldt · Sebastian Lander |
| 2010 | Regne Unit · Simon Yates · Daniel McLay                | Rússia · Roman Ivlev · Kiril Svéixnikov          | França · Stéphane Lemoine · Yoan Verardo             |
| 2011 | Austràlia · Alexander Edmondson · Jackson Law          | Nova Zelanda · Alex Frame · Fraser Gough         | Espanya · Julio Amores · José Romero Alonso          |
| 2012 | Colòmbia · Fernando Gaviria · Jordan Parra             | Bèlgica · Jonas Rickaert · Otto Vergaerde        | Nova Zelanda · Dylan Kennett · Hayden McCormick      |
| 2013 | Dinamarca · Mathias Krigbaum · Jonas Poulsen           | Nova Zelanda · Liam Aitcheson · Regan Gough      | Austràlia · Joshua Harrison · Sam Welsford           |
| 2014 | Nova Zelanda · Regan Gough · Luke Mudgway              | Alemanya · Marc Jurczyk · Manuel Porzner         | Portugal · Ivo Oliveira · Rui Oliveira               |
| 2015 | Austràlia · Rohan Wight · Kelland O'Brien              | Rússia · Dmitriy Markov · Maksim Piskunov        | Itàlia · Imerio Cima · Carloalberto Giordani         |
| 2016 | Suïssa · Marc Hirschi · Reto Müller                    | Nova Zelanda · Campbell Stewart · Thomas Sexton  | Austràlia · Kelland O'Brien · Cameron Scott          |
| 2017 | Dinamarca · Mathias Alexander Larsen · Julius Johansen | Rússia · Lev Gonov · Gleb Syritsa                | Austràlia · Isaac Buckell · Godfrey Slattery         |

### Òmnium
| Any  | Guanyador               | Segon                | Tercer                  |
| ---- | ----------------------- | -------------------- | ----------------------- |
| 2007 | Glenn O'Shea            | Myron Simpson        | Maurice Calles          |
| 2008 | Luke Davison            | Moreno De Pauw       | Ramón Domene            |
| 2009 | Bryan Coquard           | Konstantin Kuperasov | Nikias Arndt            |
| 2010 | Bryan Coquard           | Samuel Harrison      | Lucas Liss              |
| 2011 | Caleb Ewan              | Roman Ivlev          | Dylan Kennett           |
| 2012 | Fernando Gaviria        | Jonathan Dibben      | Tirian McManus          |
| 2013 | Jack Edwards            | Marc Jurczyk         | Casper Phillip Pedersen |
| 2014 | Casper Phillip Pedersen | Sam Welsford         | Jihun Kim               |
| 2015 | Campbell Stewart        | Rohan Wight          | Max Kanter              |
| 2016 | Campbell Stewart        | Tomás Contte         | Julius Johansen         |
| 2017 | Julius Johansen         | Stephen Cuff         | Uladzislau Zimoschik    |

## Palmarès femení

### Velocitat
| Any  | Guanyadora           | Segona                | Tercera                 |
| ---- | -------------------- | --------------------- | ----------------------- |
| 1987 | Janie Eickhoff       | Nathalie Lancien-Even | Vita Brakmanee          |
| 1988 | Felicia Ballanger    | Maria Evitejeva       | Isabelle Nguyen van Tu  |
| 1989 | Magali Humbert-Faure | Sara Felloni          | Valentina Lipa          |
| 1990 | Katrin Freitag       | Juliette Raetsch      | Tatiana Balmasova       |
| 1991 | Katrin Freitag       | Jessica Grieco        | Juliette Raetsch        |
| 1992 | Katrin Freitag       | Wang Yan              | Chris Witty             |
| 1993 | Ina Heinemann        | Michelle Ferris       | Natalia Tsylinskaya     |
| 1994 | Ina Heinemann        | Roberta Passoni       | Michelle Ferris         |
| 1995 | Roberta Passoni      | Evelin Boschetto      | Megan Hughes            |
| 1996 | Mira Kasslin         | Katrin Meinke         | Evelin Boschetto        |
| 1997 | Katrin Meinke        | Yumari González       | Rosealee Hubbard        |
| 1998 | Rosealee Hubbard     | Rahna Demarte         | Daniela Clausnitzer     |
| 1999 | Céline Nivert        | Tamilla Abassova      | Anna-Maria Scafetta     |
| 2000 | Christin Muche       | Valentina Alessio     | Mathilde Doutreluingne  |
| 2001 | Sarah Uhl            | Christin Muche        | Valentina Alessio       |
| 2002 | Elisa Frisoni        | Ekaterina Merzlikina  | Jennifer Strohschneider |
| 2003 | Shuang Guo           | Ryu Lin Ah            | Anastassia Txulkova     |
| 2004 | Shuang Guo           | You Jin-A             | Miriam Welte            |
| 2005 | Lisandra Guerra      | Anna Blyth            | Elodie Henriette        |
| 2006 | Lyubov Shulika       | Anna Blyth            | Sandie Clair            |
| 2007 | Kristina Vogel       | Jessica Varnish       | Charlene Delev          |
| 2008 | Kristina Vogel       | Annette Edmondson     | Victoria Baranova       |
| 2009 | Rebecca James        | Iekaterina Gnidenko   | Zhong Tianshi           |
| 2010 | Hyejin Lee           | Iekaterina Gnidenko   | Holly Williams          |
| 2011 | Anastassia Vóinova   | Stephanie McKenzie    | Victoria Williamson     |
| 2012 | Dària Xmeliova       | Caitlin Ward          | Paige Paterson          |
| 2013 | Dannielle Khan       | Nicky Degrendele      | Mélissandre Pain        |
| 2014 | Courtney Field       | Tatiana Kiselova      | Nicky Degrendele        |
| 2015 | Emma Hinze           | Courtney Field        | Kseniya Bogoyavlenskaya |
| 2016 | Pauline Grabosch     | Guo Yufang            | Hetty van de Wouw       |
| 2017 | Mathilde Gros        | Lauren Bate-Lowe      | Lea Friedrich           |

### Persecució
| Any  | Guanyadora              | Segona              | Tercera              |
| ---- | ----------------------- | ------------------- | -------------------- |
| 1987 | Janie Eickhoff          | Catherine Marsal    | Anja Fidseler        |
| 1988 | Catherine Marsal        | Svetlana Golovnia   | Gabriella Pregnolato |
| 1989 | Svetlana Samokhvalova   | Natascha Den Ouden  | Ainhoa Ostolaza      |
| 1990 | Elena Tchalykh          | Jessica Grieco      | Zoulfia Zabirova     |
| 1991 | Jessica Grieco          | Hanka Kupfernagel   | Symenko Jochinke     |
| 1992 | Hanka Kupfernagel       | Elena Tchalykh      | Anke Wichmann        |
| 1993 | Maria Jongeling         | Sarah Ulmer         | Anke Wichmann        |
| 1994 | Sarah Ulmer             | Judith Arndt        | Aurélie G'Styr       |
| 1995 | Narelle Peterson        | Nancy Contreras     | Mira Kasslin         |
| 1996 | Rachael Linke           | Sabine Meyer        | Pernille Langelund   |
| 1997 | Alayna Burns            | Gitana Gruodyte     | Monika Tyburska      |
| 1998 | Alayna Burns            | Alison Wright       | Regina Rettke        |
| 1999 | Juliette Vandekerckhove | Katherine Bates     | Rahna Demarte        |
| 2000 | Juliette Vandekerckhove | Katherine Bates     | Charlotte Becker     |
| 2001 | Vera Koedooder          | Sarah Hammer        | Charlotte Becker     |
| 2002 | Alexis Rhodes           | Julie Kurzke        | Miranda Vierling     |
| 2003 | Jessie Maclean          | Egle Celanauskaite  | Marlijn Binnendijk   |
| 2004 | Marlijn Binnendijk      | Bianca Rogers       | Kimberly Geist       |
| 2005 | Lesya Kalitovska        | Bianca Rogers       | Kimberly Geist       |
| 2006 | Lesya Kalitovska        | Lauren Ellis        | Peta Mullens         |
| 2007 | Josephine Tomic         | Sarah Kent          | Lauren Ellis         |
| 2008 | Ashlee Ankudinoff       | Sarah Kent          | Gemma Dudley         |
| 2009 | Michaela Anderson       | Amy Cure            | Hanna Solovey        |
| 2010 | Amy Cure                | Laura Trott         | Marlies Mejías       |
| 2011 | Mieke Kröger            | Georgia Williams    | Aleksandra Chekina   |
| 2012 | Kelsey Robson           | Elinor Barker       | Natalia Mozharova    |
| 2013 | Lauren Perry            | Natalia Mozharova   | Josie Talbot         |
| 2014 | Alexandra Manly         | Lisa Klein          | Lauren Perry         |
| 2015 | Justyna Kaczkowska      | Marion Borras       | Madeleine Park       |
| 2016 | Maria Novolodskaia      | Jade Haines         | Ellesse Andrews      |
| 2017 | Ellesse Andrews         | Letizia Paternoster | Elena Pirrone        |

### Puntuació
| Any  | Guanyadora                | Segona               | Tercera                 |
| ---- | ------------------------- | -------------------- | ----------------------- |
| 1989 | Svetlana Samokhvalova     | Sally Dawes          | Jessica Grieco          |
| 1990 | Ina-Yoko Teutenberg       | Jessica Grieco       | Elena Tchalykh          |
| 1991 | Hanka Kupfernagel         | Simona Muzzioli      | Jessica Grieco          |
| 1992 | Ina-Yoko Teutenberg       | Hanka Kupfernagel    | Maria Tsal              |
| 1993 | Maria Jongeling           | Michelle Ferris      | Anke Wichmann           |
| 1994 | Sarah Ulmer               | Ita Kryjanovskaia    | Evi Gensheimer          |
| 1995 | Jet Jongeling             | Tatiana Stiajkina    | Cathy Moncassin         |
| 1996 | Cornélia Cyrus            | Oksana Saprykina     | Alessandra D'Ettore     |
| 1997 | Olga Zabelinskaïa         | Vera Carrara         | Mirella van Melis       |
| 1998 | Vera Carrara              | Olga Zabelinskaïa    | Dorota Czynszak         |
| 1999 | Nadejda Vlasova           | Rochelle Gilmore     | Juliette Vandekerckhove |
| 2000 | Vera Koedooder            | Ashley Kimmet        | Juliette Vandekerckhove |
| 2001 | Giorgia Bronzini          | Diana Elmentaite     | Natalia Boyarskaya      |
| 2002 | Larssyn Rüegg             | Sung Eun Gu          | Fu Shimei               |
| 2003 | Miles Olman               | Agne Bagdonaviciute  | Laura Telle             |
| 2004 | Amanda Spratt             | Choe Sun Ae          | Florence Girardet       |
| 2005 | Andrea Wolfer             | Rushlee Buchanan     | Irina Zemlyanskaya      |
| 2006 | Mie Lacota                | Elise Van Hage       | Ievguénia Romaniuta     |
| 2007 | Josephine Tomic           | Jenny Rios           | Iraida Garcia           |
| 2008 | Megan Dunn                | Valentina Scandolara | Gemma Dudley            |
| 2009 | Megan Dunn                | Elena Cecchini       | Minami Uwano            |
| 2010 | Julie Leth                | Laura Trott          | Gloria Rodríguez        |
| 2011 | Maria Giulia Confalonieri | Ingrid Drexel        | Sophie Williamson       |
| 2012 | Taylah Jennings           | Sophie Williamson    | Amy Roberts             |
| 2013 | Arianna Fidanza           | Elissa Wundersitz    | Hayley Jones            |
| 2014 | Camila Valbuena           | Yumi Kajihara        | Josie Talbot            |
| 2015 | Daria Pikulik             | Yumi Kajihara        | Kristina Selina         |
| 2016 | Letizia Paternoster       | Jessica Roberts      | Wiktoria Pikulik        |
| 2017 | Maggie Coles-Lyster       | Maria Novolodskaya   | Chiara Consonni         |

### 500 metres contrarellotge
| Any  | Guanyadora          | Segona              | Tercera                 |
| ---- | ------------------- | ------------------- | ----------------------- |
| 1995 | Roberta Passoni     | Nancy Contreras     | Mira Kasslin            |
| 1996 | Mira Kasslin        | Nancy Contreras     | Yumari González         |
| 1997 | Yumari González     | Katrin Meinke       | Katie Parker            |
| 1998 | Rahna Demarte       | Daniela Clausnitzer | Céline Nivert           |
| 1999 | Daniela Clausnitzer | Kerrie Meares       | Rahna Demarte           |
| 2000 | Kerrie Meares       | Christin Muche      | Mathilde Doutreluingne  |
| 2001 | Anna Meares         | Christin Muche      | Clara Sanchez           |
| 2002 | Elisa Frisoni       | Emilie Jeannot      | Jennifer Strohschneider |
| 2003 | Shuang Guo          | Qian Wang           | Emilie Jeannot          |
| 2004 | Shuang Guo          | Miriam Welte        | Jane Gerisch            |
| 2005 | Lisandra Guerra     | Lyubov Shulika      | Sandie Clair            |
| 2006 | Sandie Clair        | Lyubov Shulika      | Kaarle McCulloch        |
| 2007 | Kristina Vogel      | Huang Ting Ying     | Sabine Bretschneider    |
| 2008 | Kristina Vogel      | Victoria Baranova   | Olivia Montauban        |
| 2009 | Zhong Tianshi       | Rebecca James       | Olivia Montauban        |
| 2010 | Hyejin Lee          | Tania Calvo         | Anastassia Vóinova      |
| 2011 | Anastassia Vóinova  | Victoria Williamson | Dària Xmeliova          |
| 2012 | Dària Xmeliova      | Elis Ligtlee        | Lidia Pluzhnikova       |
| 2013 | Dannielle Khan      | Mélissandre Pain    | Tian Beckett            |
| 2014 | Tatiana Kiselova    | Courtney Field      | Emma Hinze              |
| 2015 | Pauline Grabosch    | Emma Hinze          | Olivia Podmore          |
| 2016 | Pauline Grabosch    | Guo Yufang          | Kim Soo-hyun            |
| 2017 | Mathilde Gros       | Lea Friedrich       | Yana Tyshenko           |

### Keirin
| Any  | Guanyadora          | Segona               | Tercera              |
| ---- | ------------------- | -------------------- | -------------------- |
| 2002 | Elisa Frisoni       | Shi Wenya            | Anastassia Txulkova  |
| 2003 | Rebecca Borgo       | Jane Gerisch         | Ekaterina Merzlikina |
| 2004 | Shuang Guo          | Miriam Welte         | Skye-Lee Armstrong   |
| 2005 | Chloë McPherson     | Eun Mi Park          | Anna Blyth           |
| 2006 | Anna Blyth          | Anastasia Rozhkova   | Charlene Delev       |
| 2007 | Viktoria Baranova   | Josephine Butler     | Monique Sullivan     |
| 2008 | Kristina Vogel      | Olivia Montauban     | Giada Balzan         |
| 2009 | Rebecca James       | Iekaterina Gnidenko  | Annette Edmondson    |
| 2010 | Iekaterina Gnidenko | Holly Williams       | Sara Consolati       |
| 2011 | Anastassia Vóinova  | Stephanie McKenzie   | Jennifer Valente     |
| 2012 | Dària Xmeliova      | Lidia Pluzhnikova    | Jennifer Valente     |
| 2013 | Mélissandre Pain    | Dannielle Khan       | Soojin Kim           |
| 2014 | Nicky Degrendele    | Courtney Field       | Doreen Heinze        |
| 2015 | Emma Hinze          | Courtney Field       | Sara Kankovska       |
| 2016 | Sara Kankovska      | Gloria Manzoni       | Guo Yufang           |
| 2017 | Mathilde Gros       | Steffie van der Peet | Hyesu Kim            |

### Scratch
| Any  | Guanyadora           | Segona               | Tercera                  |
| ---- | -------------------- | -------------------- | ------------------------ |
| 2002 | Ekaterina Merzlikina | Sung Eun Gu          | Belinda Goss             |
| 2003 | Myriam Morreau       | Ekaterina Merzlikina | Min Hye Lee              |
| 2004 | Annalisa Cucinotta   | Jarmila Machacova    | Bianca Rogers            |
| 2005 | Skye Lee Armstrong   | Elizabeth Armitstead | Ievguénia Romaniuta      |
| 2006 | Elise Van Hage       | Ievguénia Romaniuta  | Tess Downing             |
| 2007 | Iraida Garcia        | Barbara Guarischi    | Anna Mosbach             |
| 2008 | Megan Dunn           | Gemma Dudley         | Colleen Hayduk           |
| 2009 | Amy Cure             | Lucie Zaleska        | Aleksandra Sosenko       |
| 2010 | Amy Cure             | Harriet Owen         | Elena Cecchini           |
| 2011 | Jennifer Valente     | Georgia Baker        | Cassie Cameron           |
| 2012 | Georgia Baker        | Sophie Williamson    | Shana Dalving            |
| 2013 | Jessica Parra        | Kinley Gibson        | Amalie Dideriksen        |
| 2014 | Amalie Dideriksen    | Soline Lamboley      | Josie Talbot             |
| 2015 | Elisa Balsamo        | Justyna Kaczkowska   | Nicola MacDonald         |
| 2016 | Rebecca Raybould     | Devaney Collier      | Kristina Clonan          |
| 2017 | Martina Fidanza      | Mylene de Zoete      | Alexandra Martin-Wallace |

### Velocitat per equips
| Any  | Guanyadora                                        | Segona                                                 | Tercera                                            |
| ---- | ------------------------------------------------- | ------------------------------------------------------ | -------------------------------------------------- |
| 2007 | Alemanya · Kristina Vogel · Sabine Brettschneider | Xina Taipei · Shu Ping Lin · Huang Ting Ying           | Rússia · Victoria Baranova · Elena Melnichenko     |
| 2008 | França · Olivia Montauban · Magali Baudacci       | Polònia · Aleksandra Drejgier · Kornelia Maczka        | Rússia · Victoria Baranova · Galina Streltsova     |
| 2009 | França · Olivia Montauban · Magali Baudacci       | Alemanya · Charlott Arndt · Christina Konsulke         | Rússia · Iekaterina Gnidenko · Olga Hudenko        |
| 2010 | Rússia · Anastassia Vóinova · Iekaterina Gnidenko | Nova Zelanda · Stephenie McKenzie · Henrietta Mitchell | Austràlia · Adele Sylvester · Holly Williams       |
| 2011 | Rússia · Anastassia Vóinova · Dària Xmeliova      | Austràlia · Taylah Jennings · Adele Sylvester          | Nova Zelanda · Stephanie McKenzie · Paige Paterson |
| 2012 | Rússia · Lidia Pluzhnikova · Dària Xmeliova       | Nova Zelanda · Paige Paterson · Victoria Steel         | Austràlia · Allee Proud · Caitlin Ward             |
| 2013 | Austràlia · Tian Beckett · Tennille Falappi       | Rússia · Tatiana Kiseleva · Ekaterina Rogovaya         | Corea del Sud · Yeonhee Yang · Soojin Kim          |
| 2014 | Alemanya · Doreen Heinze · Emma Hinze             | Rússia · Tatiana Kiselova · Anna Kozinova              | Corea del Sud · Yeonhee Yang · Choi Seulgi         |
| 2015 | Alemanya · Pauline Grabosch · Emma Hinze          | Nova Zelanda · Emma Cumming · Olivia Podmore           | Itàlia · Miriam Vece · Elena Bissolati             |
| 2016 | Nova Zelanda · Emma Cumming · Ellesse Andrews     | Itàlia · Gloria Manzoni · Martina Fidanza              | R.P. de la Xina · Guo Yufang · Chen Shaoyue        |
| 2017 | Rússia · Yana Tyshenko · Polina Vashenko          | Alemanya · Emma Götz · Lea Friedrich                   | Regne Unit · Lauren Bate-Lowe · Georgia Hilleard   |

### Persecució per equips
| Any  | Guanyadora                                                                           | Segona                                                                                 | Tercera                                                                         |
| ---- | ------------------------------------------------------------------------------------ | -------------------------------------------------------------------------------------- | ------------------------------------------------------------------------------- |
| 2008 | Austràlia · Ashlee Ankudinoff · Sarah Kent · Megan Dunn                              | Nova Zelanda · Gemma Dudley · Cath Jordan · Sequoia Cooper                             | Bèlgica · Jolien D'Hoore · Evelyn Arys · Jessie Daams                           |
| 2009 | Austràlia · Michaela Anderson · Megan Dunn · Melissa Hoskins                         | Rússia · Elena Lichmanova · Lidia Malakhova · Maria Mishina                            | Països Baixos · Amy Pieters · Winanda Spoor · Lotte Van Hoek                    |
| 2010 | Austràlia · Amy Cure · Isabella King · Michaela Anderson                             | Nova Zelanda · Elizabeth Steel · Alexandra Neems · Georgia Williams                    | Països Baixos · Laura Van Der Kamp · Claudia Koster · Kelly Markus              |
| 2011 | Austràlia · Georgia Baker · Taylah Jennings · Emily Roper                            | Rússia · Alina Bondarenko · Aleksandra Chekina · Svetlana Kashirina                    | Itàlia · Beatrice Bartelloni · Maria Giulia Confalonieri · Chiara Vannucci      |
| 2012 | Austràlia · Georgia Baker · Taylah Jennings · Kelsey Robso                           | Nova Zelanda · Cassie Cameron · Alysha Keith · Racquel Sheath                          | Regne Unit · Elinor Barker · Hayley Jones · Amy Roberts                         |
| 2013 | Regne Unit · Amy Hill · Hayley Jones · Emily Kay · Emily Nelson                      | Rússia · Anastasia Buchneva · Maria Kantcyber · Natalia Mozharova · Svetlana Vasilieva | Austràlia · Lauren Perry · Kelsey Robson · Macey Stewart · Elissa Wundersitz    |
| 2014 | Austràlia · Alexandra Manly · Macey Stewart · Danielle McKinnirey · Josie Talbot     | Itàlia · Martina Alzini · Claudia Cretti · Maria Vittoria Sperotto · Daniela Magnetto  | Nova Zelanda · Holly Edmondston · Bryony Botha · Holly White · Nina Wollaston   |
| 2015 | Nova Zelanda · Michaela Drummond · Bryony Botha · Holly White · Madeleine Park       | Austràlia · Nicola MacDonald · Chloe Moran · Danielle McKinnirey · Brooker Tucker      | Japó · Yumi Kajihara · Kie Furuyama · Yuya Hashimoto · Nao Suzuki               |
| 2016 | Itàlia · Elisa Balsamo · Chiara Consonni · Letizia Paternoster · Martina Stefani     | Nova Zelanda · Michaela Drummond · Emily Shearman · Kate Smith · Nicole Shields        | França · Pauline Clouard · Typhaine Laurence · Clara Copponi · Valentine Fortin |
| 2017 | Itàlia · Martina Fidanza · Letizia Paternoster · Chiara Consonni · Vittoria Guazzini | Nova Zelanda · Ellesse Andrews · Nicole Shields · Kate Smith · Emily Shearman          | França · Laura Da Cruz · Clara Copponi · Marie Le Net · Valentine Fortin        |

### Òmnium
| Any  | Guanyadora          | Segona              | Tercera             |
| ---- | ------------------- | ------------------- | ------------------- |
| 2009 | Megan Dunn          | Giulia Donato       | Gabriela Slamova    |
| 2010 | Laura Trott         | Isabella King       | Coryn Rivera        |
| 2011 | Taylah Jennings     | Alina Bondarenko    | Ingrid Drexel       |
| 2012 | Taylah Jennings     | Elinor Barker       | Racquel Sheath      |
| 2013 | Anna Knauer         | Soline Lamboley     | Emily Kay           |
| 2014 | Macey Stewart       | Martina Alzini      | Soline Lamboley     |
| 2015 | Danielle McKinirrey | Daria Pikulik       | Martina Alzini      |
| 2016 | Elisa Balsamo       | Michaela Drummond   | Maggie Coles-Lyster |
| 2017 | Letizia Paternoster | Maggie Coles-Lyster | Mylene de Zoete     |

### Madison
| Any  | Guanyadores                                    | Segones                                     | Terceres                                 |
| ---- | ---------------------------------------------- | ------------------------------------------- | ---------------------------------------- |
| 2017 | Itàlia · Letizia Paternoster · Chiara Consonni | Rússia · Maria Novolodskaya · Daria Malkova | França · Marie Le Net · Valentine Fortin |